# Trinity Island (Südgeorgien)
Trinity Island (englisch für Dreifaltigkeitsinsel) ist eine Insel in der Gruppe der Willis-Inseln vor der dem westlichen Ende Südgeorgiens. Sie liegt 1,1 km nordöstlich von Main Island.
Wissenschaftler der britischen Discovery Investigations kartierten und benannten sie in der Zeit zwischen 1926 und 1930. Namensgebend sind die drei auf ihr befindlichen Berggipfel.